# Обережно, модерн!
«Обережно, модерн!» — гумористичний телесеріал, у головних ролях якого знімалися Сергій Рост та Дмитро Нагієв. Транслювався на «Шостому каналі» та СТС з 1996 по 1998 рік. Режисери та автори ідеї — Андрій Балашов та Ганна Пармас, колишні співробітники радіо «Модерн», також до авторів ідеї зараховує себе і Дмитро Нагієв.

## Історія створення та розвитку

### «Повний модерн» (1995)
Історія серіалу почалася з випусків, що виходили на «Регіональному телебаченні» Санкт-Петербурга (пізніше «РЕН ТБ Петербург») 1995 року. За виробництво шоу відповідало радіо «Модерн» спочатку за сприяння студії «РІЧ», а потім спільно з компанією Ігоря Крутого «АРС Медіа». Перші епізоди проекту вийшли у форматі показу музичних кліпів, які передували діалогам ведучих, потім до конферансу додалися гумористичні скетчі, один з яких називався «Сім'я Нагієва», в ньому шоумен пародіював свою дружину, радіоведучу Алісу Шер, та бабусю з дідусем. За словами Андрія Балашова, спочатку у програмі знімалися Дмитро Нагієв та Алла Довлатова (деякі випуски Довлатова вела одноосібно, у таких випадках з нею у скетчах грали діджеї радіо «Модерн» та актор Станіслав Концевич), але невдовзі за ініціативою Нагієва Довлатову замінили на Сергія Роста. Дещо інакше описує ситуацію сам Рост:
Після того, як Рост став постійним партнером Нагієва за проектом, у заставці програми став звучати трек Dodo від Circus Doop. Одним із спонсорів шоу була компанія Cadbury, через що в програмі у великих кількостях була присутня реклама шоколадних батончиків, епізод, що пародував серіал «Твін Пікс», навіть мав назву «Wisp Peaks». За словами Аліси Шер, крім скетчів та кліпів у програмі були присутні інтерв'ю Нагієва зі зірками шоу-бізнесу під назвою «На лавці у Дмитра Нагієва», зокрема, гостями одного з випусків були Професор Лебединський та соліст групи «Російський розмір» Віктор Бондарюк. Дані режисерів про кількість випусків різняться: за інформацією Балашова, було знято 28 серій, а за підрахунками Пармас — близько 40. Одного разу Нагієв відмовився брати в програму як гостя доньку одного із «слуг народу», після чого «Регіональне телебачення» почало вимагати з творців проекту гроші за розміщення шоу в ефірі, в результаті вони вирішили перейти на «Шостий канал».

### «Обережно, модерн!» (1996—1998)
1996 року серіал було перейменовано на «Обережно, модерн!», зйомки першої серії відбулися 11 квітня, а менш як два тижні пройшла прем'єра в телеефірі (у телепрограмі каналу AMTV на цей день серіал вказаний як «Найповніший модерн»). Кожна серія тривалістю 21-27 хвилин мала незалежний сюжет. Перші серії 1996 року, як і «Повний модерн», виходили, перериваючись на кліпи, але після переходу серіалу на СТС на вимогу генерального директора каналу Сергія Скворцова від кліпів повністю відмовились.
На відміну від «Повного модерну», у новому проекті спочатку були відсутні інтерв'ю зі зірками (для реалізації цього сегмента восени 1997 року на СТС творцями «Обережно, модерн!» було випущено шоу «Одного разу ввечері», яке вели Нагієв та Рост). Після початку співпраці творців серіалу із СТС вартість одного випуску становила близько 500 доларів, з яких по 100 отримували Нагієв та Рост як гонорари. Незважаючи на такий низький бюджет, творці не боялися використовувати у саундтреку велику кількість популярних та культових музичних творів, у тому числі з фільмів Серджо Леоне, Квентіна Тарантіно та Еміра Кустуріці. Головною музичною темою серіалу була мелодія Reach Up від Perfecto Allstarz. Одним із спонсорів серіалу продовжила виступати Cadbury, в обмін на фінансову підтримку проекту Рост знімався в рекламних роликах шоколаду Picnic.
У 40-45 серіях всі персонажі Нагієва були щетинистими, оскільки паралельно він знімався у фільмі «Чистилище», де грав Північно-Кавказького польового командира Дукуза Ісрапілова. У серіях видно заклеєну пластиром сережку на лівому усі у Нагієва, яку він поклявся ніколи не знімати.
У квітні 1998 року телеканал РТР набув у СТС прав на показ серіалу. Вперше серіал був показаний на каналі 19 квітня 1998 року. В основному було показано серії, зняті у 1997—1998 роках. Остання трансляція відбулася 12 вересня 1999 року.
До весни 1998 року бюджет однієї серії зріс до двох з половиною тисяч доларів, але у зв'язку з тим, що телеканал РТР запропонував творцям шоу знімати нові серії з бюджетом як у програми «Городок» (18 тисяч доларів), канал СТС у відповідь запропонував удвічі велику суму і замовив 28 нових серій, при цьому творці вирішили переформатувати шоу, перетворивши його на повноцінний серіал з єдиним місцем дії — комунальною квартирою. Однак новий формат шоу було закрито після показу двох прем'єрних серій у жовтні 1998 року, оскільки СТС через дефолт не міг продовжити фінансування проекту, через що творці були змушені шукати новий канал для шоу.
У 1998 році Нагієв та Рост знялися у кліпі на пісню Олени Вілючинської «Твій потяг пішов». У 1999 році Нагієв та Рост знялися у рекламі розчинної кави «Майский кофе».
З 1997 по 1999 рік було випущено 6 випусків на VHS дистриб'ютором «Студія „48 годин“». 2002 року було випущено 7 випуск під назвою «Архів 1996—1999 рр.». Спонсором 3 випуску була компанія «Равіолі», яка виробляє пельмені, також рекламний ролик компанії, у якому Нагієв та Рост рекламують пельмені, які «ніколи не злипаються». Усього було випущено 96 серій, з яких 56 було видано на DVD (38—93 серії).
На зйомки однієї серії витрачалася доба, стільки ж часу було необхідно на її монтаж.
Список серій
| Сезон | Сезон | Серії            | Період трансляції              |
| ----- | ----- | ---------------- | ------------------------------ |
|       | 1     | 1—15 (15 серій)  | 23 квітня — 30 липня 1996      |
|       | 2     | 16—27 (12 серій) | 20 серпня — 5 листопада 1996   |
|       | 3     | 28—54 (27 серій) | 1 грудня 1996 — 8 червня 1997  |
|       | 4     | 55—94 (40 серій) | 7 вересня 1997 — 7 червня 1998 |
|       | 5     | 95—96 (2 серії)  | 2 — 9 жовтня 1998              |

Сезон 1
| Серія | Прем'єра   | Короткий опис |
| ----- | ---------- | --- |
| 1     | 23.04.1996 | "Холмса і Wатсона змінити не можна. Пригоди персонажів Артура Конан Дойля перенесені в антураж фільму «Місце зустрічі змінити не можна» і спародовані в грузинському, естонському та ізраїльському стилях. Також у цій серії Ватсон (Рост) виконує пісню «Мері» на мотив хіта Андрія Губіна «Ліза» |
| 2     | 30.04.1996 | «Ток-шоу „Хто ж дурень?“». Пародія на програму «Акули пера». Енергійний, але некомпетентний ведучий Іван Крузенштерн (Нагієв) за сприяння сидячого в залі журналіста (Олексій Климушкін) бере інтерв'ю у місцевих знаменитостей, що нагадують Нікіту Міхалкова, Бориса Мойсеєва, Богдана Титомира, Валентину Терешкову, Бориса Нємцова та Володимира Жириновського. |
| 3     | 07.05.1996 | «Сицилія з Нагієвим» («Сицилія з Дмитром Нагієвим»). Серія репортажів о про представників найкримінальнішого регіону Італії — кілера, автовикрадача, альфонса і контрабандистів. |
| 4     | 14.05.1996 | «Служба випадкового рятування 912». Ведучий Сева Мерінов (Рост) представляє сюжети про роботу рятувальників, які більше пов'язані з ідіотизмом, ніж з героїзмом. У серії присутнє камео Володимира Жириновського. |
| 5     | 21.05.1996 | «Екзамен». Доцент Кудряшко (Нагієв) приймає екзамен по фізиці у чотирьох студентів: узбека (Рост), який намагається задобрити викладача компліментами та виноградом; дівчини (Нагієв), яка намагається фліртувати з доцентом; «нового росіяна» (Рост), який вирішає питання з допомогою хабара; і у нервового «ботаника» Кіндратія Гімалайського (Нагієв), який може розповісти про фізику все, крім того, що потрібно викладачеві («Скільки напруги у лампочці?»). Незабаром Кудряшко має побувати на місці своїх студентів — його чекає зустріч із ректором (Рост), на якій обговорюється зміст його дисертації.                                         |
| 6     | 28.05.1996 | «Інтерв'ю». Сергій Рост в образі Івана Демидова з програми «МузОбоз» бере інтерв'ю у Дмитра Нагіева, яке при кожній спробі гостя відповісти питанням ведучого переривається рекламою. |
| 7     | 04.06.1996 | «007 проти 006». 1983 рік. Двоє спецагентів — британець Джеймс Бонд (Нагіев) та російський шпіон Максим Максимович (Рост) — полюють один за одним, щоб з'ясувати, хто з них більше гідний права носити звання найкращого розвідника доби. |
| 8     | 11.06.1996 | «Зйомка». Під час зйомок шоу «Обережно, модерн!» режисер (Нагієв) раз у раз психує, оскільки ведучий (Рост) не може весело і завзято привітатися з уявними глядачами. До того ж постановника виводять із себе сценарист (Нагієв), невдоволений тим, що ведучий багато імпровізує; гримерка (Нагієв), що неакуратно пудрить шоумена; оператор (Рост) з неробочою камерою; і електрик (Рост), що мало не залишив без світла весь знімальний майданчик. |
| 9     | 18.06.1996 | «Телевізор». Деспотична жінка (Нагієв) та її чоловік-підкаблучник (Рост) хотять подивитися по телевізору свіжий випуск «Обережно, модерн!», але через проблеми з антеною канал не працює, внаслідок чого їм доводиться дивитися інші програми — «Ранкову пошту» з дуетом «Академія», кулінарну передачу «Харч» («Смак») з Андрієм Макаревичем та гостем Володимиром Жириновським, шоу ритмічної гімнастики з елементами езотеризма «Чарівна теорема» («Чарівна формула»), мильну оперу «Сюрприз з Гондураски» («Секрет тропіканки») та прогноз погоди. |
| 10    | 25.06.1996 | «Малинова Донна». Пародія на церемонії вручення премії «Оскар». У серії присутні реклама бутіка «Донна» та фрагменти епізодів «007 проти 006» та «Сицилія з Нагієвим». |
| 11    | 02.07.1996 | «Очевидне — неймовірне». Пародія на однойменну програму та її ведучого, Сергія Капіцу. Сюжети програми натякають, що явища, що здаються паранормальними, часто відбуваються за певних обставин: після вживання 40-градусних напоїв, за наявності психічних відхилень або якщо це вигідно комусь з очевидців. |
| 12    | 09.07.1996 | «Журналісти». На загальних зборах журналісти нової газети обговорюють варіанти концепції майбутнього видання. Серед запропонованих тем: еротика, політика, спорт та гумор. |
| 13    | 16.07.1996 | «Програма „Насіння“». Пародія на інформаційні програми «Час» та «Вісті», в якій присутні репортажі Ніко Свалідзе (алюзія на Микола Сванідзе) про партію любителів в'яленої риби, про депутата, який оголосив голодування, про захоплення своєї власної дружини терориста-українця, про жінку-робота, про нового міністру культури, який бажає продавати людям музейні експонати і залучати молодь в об'єкти культурної спадщини за допомогою ігрових автоматів, і про полковника ФСБ, який спіймав наркодилерів. Спортивні новини представила Дарина Червонцева (алюзія на спортивну коментаторку Дарину Червоненко).                                      |
| 14    | 23.07.1996 | «Школа молодят». Пара, що одружилася, Костянтин (Нагієв) і Зінаїда (Рост) проходить навчання у Інокентія Петровича (Рост) — викладача в «Школі молодят». На занятті вони отримують «необхідні» для майбутнього подружжя знання: як здійснювати та викривати зради, ховати та знаходити коханців. У квартирі молодих людей Інокентій Петрович розігрує кілька сценок «за системою Станіславського», у тому числі за участю сусіда Міхеїча (Рост). Відразу після закінчення навчання надається можливість застосувати отримані навички практично. |
| 15    | 30.07.1996 | «Факультет зірок». «Новий росіянин», «дах» представників шоу-бізнесу, приходить зі своїм сином в Ново-російський університет на «Факультет вироблення зірок» з метою перетворити свого сина на зірку естради. Пройшовши кабінетами різних спеціалістів (композитора, балетмейстера, викладача акторської майстерності, продюсера, візажистів), які відразу надають «шаблонні» рішення, молоде обдарування вже готове дебютувати зі своїм першим хітом — «Чуєш ти, Іглесіас», що пародує пісню Лариси Чернікової «Та ти не смійся». В одному з епізодів серії син нового росіяна вимовляє нецензурне слово. У версії каналу «Точка ТБ» слово було вирізане. |

Сезон 2
| Серія   | Прем'єра   | Короткий опис |
| ------- | ---------- | --- |
| 1 (16)  | 20.08.1996 | «Ніцца» («Фестиваль рекламної творчості»). Дмитро Нагієв та Сергій Рост представляють продукцію кампанії «Ростер & Нагембл» (алюзія на «Procter & Gamble»): лейкопластир рулонний, жилет універсальний, автомат дідуся Калашникова, двері, що відриваються на голос господаря «Сім-сім», чоловіка Марії, здатного задовольнити будь-яку жінку; «Гній плюс» для добрива білокачанного друга, презерватив та засіб від амнезії. У серії звучить трек Groetjes Uit Kijkduin від Doop. |
| 2 (17)  | 27.08.1996 | «Капітан». Него́ро, новий капітан корабля, дізнається у своєї нової команди про причини загибелі свого попередника. Кожен має свій погляд на те, що трапилося з капітаном Блінтом. |
| 3 (18)  | 03.09.1996 | «Штірліц». Пародія на багатосерійний фільм «Сімнадцять миттєвостей весни». Радянські війська стоять під Берліном, місія штандартенфюрера Штірліца (Нагієв) добігає кінця. Однак він, який звик до свого будинку під Берліном, «Мерседесу» і т. ін., не хоче повертатися на Батьківщину. Штірліц приходить з повинною до Мюллера (Рост), бажаючи здатися як російський шпигун, але довести своє радянське минуле виявляється не так просто, адже на столі у Мюллера вже 750 аналогічних заяв від вищих чинів Рейху. У серії присутні посилання на фільми «Діамантова рука», «Місце зустрічі змінити не можна», «Джентльмени удачі», «Біле сонце пустелі» та «Іван Васильович змінює професію». |
| 4 (19)  | 10.09.1996 | «Поліклініка». Молода людина (Рост) перед весіллям приходить до поліклініки за довідкою, що він здоровий. Однак божевільні садисти в білих халатах, які зустрілися герою в лікарні, здатні за годину перетворити навіть саму здорову і адекватну людину на овоч. |
| 5 (20)  | 17.09.1996 | «Ювілейна 20 серія». Дмитро Нагієв та Сергій Рост пішли відзначати «круглу дату» в історії шоу, а в цей час режисер (Нагієв) та оператор (Рост) дивляться найкращі епізоди проекту. У випуску присутні фрагменти серій «Зйомка», «Іспит», «Очевидне — неймовірне», «Програма „Насіння“», «Капітан», «Штірліц» та «Поліклініка». |
| 6 (21)  | 24.09.1996 | «Комісар Мудре розповідає». Подвійна пародія на детективи про комісар Мегре і пригоди Чапаєва і Петьки. Комісар Мудре розслідує подію у ресторані пана Дюбуака, у якого зникли дружина, коханка та гроші з каси. Сищику здається, що злочин могли вчинити Чапаєв та Петька, які перебували під мілітаристським, гомосексуальним чи наркотичним впливом. У серії є прихована реклама ЗАТ «Санкт-Петербурзькі телефони». |
| 7 (22)  | 01.10.1996 | «Армійська самодіяльність». На честь закінчення термінової служби майбутні дембелі за сприяння новобранців показують свої таланти генералу, що поспішає на обід (п'янку). У серії звучить пісня «Солдатське щастя», яка пародує хіт Тетяни Овсієнко «Жіноче щастя». |
| 8 (23)  | 08.10.1996 | «Школа № 666» («В облозі 3»). Школярі Бубликов (Рост) і Гімалайський за сприяння інших учнів захопили навчальний заклад. Декільком викладачам вдалося сховатися в учительській, що дозволяє їм сховатися від учнівського терору. |
| 9 (24)  | 15.10.1996 | «Біржа праці». У черзі на співбесіду на біржі праці перебувають двоє колишніх завідувачів складів, недорозвинений хлопець з мізками дитини та чоловік, який втратив око, руку та ногу на випробуваннях зброї. Відбірник персоналу кожному натякає те що, що треба дати хабар. |
| 10 (25) | 22.10.1996 | «Іванич, Петрович, Степанич». Пародія на програму «Іванов, Петров, Сидоров». Сюжети про три види любителів легкої наживи — даішників, пожежних і торгових агентів. |
| 11 (26) | 29.10.1996 | «Повість про справжню людину». Американський письменник Борис Полянський мріє про екранізацію свого бестселера «Повість про справжню людину», у зв'язку з чим звертається до режисера Кренделю Буратіно, той, в свою чергу, — до продюсера Стівена Взбілбергу, він потім — до акторів Чану Моррісу і Едді Морфію, а вони — до інвестора-мафіозі Великому Джо. Кожна із сторін має своє бачення майбутнього фільму. У серії звучить пародія на пісню «Насамперед літаки» з фільму «Небесний тихохід». |
| 12 (27) | 05.11.1996 | «Назустріч виборам!». На заводі відбуваються вибори губернатора. Робітникам пропонується проголосувати за кандидатів із монархічним, «новоросійським» та комуністичним бекграундом. Проте слюсарний цех вирішує висунути свого кандидата. |

Сезон 3
| Серія   | Прем'єра   | Короткий опис |
| ------- | ---------- | --- |
| 1 (28)  | 01.12.1996 | «Театр». На театральній сцені проходить спектакль за п'єсою А. С. Пушкіна «Кам'яний гість», проте постановка раз у раз знаходиться на межі зриву. То виконавець ролі Дон Жуан Дон Гуана хоче випити на сцені, то в Голлівуд втікає виконавиці ролі Донни Анни, то спонсор, що сидить у залі, вимагає вставити в текст рекламу його зубної пасти, зрештою завгосп Степанич (Рост) повідомляє, що підлога, світло та механізми сцени несправні. Порятунком постановки на вимогу директора Палича (Нагієв) займається його заступник Маняєв (Рост). |
| 2 (29)  | 08.12.1996 | «Фотограф». Клієнт фотохудожника Титивіна повісив свій головний убір на незаземлений софіт, в результаті чого отримав удар струмом і втратив свідомість. Титівін, звичайно ж, думає, що джигіт відійшов у найкращий зі світів, внаслідок чого йому доводиться приховувати від охочих сфотографуватися цей інцидент. |
| 3 (30)  | 22.12.1996 | «Курси нових росіян». Двоє «нових росіян», Тимофій і Степан записалися на курси лайф-коуча Давида Ілонова (алюзія на Ілону Давидову), який обіцяє перетворити їх з «биків» на культурних та вихованих людей. |
| 4 (31)  | 29.12.1996 | «Новий рік у сільському клубі». Жителі села прийшли на кшталт культурного центру і намагаються дешево і сердито відзначити там Новий рік. |
| 5 (32)  | 02.01.1997 | «Зустріч Різдва». Голлівудський продюсер Стівен Взбілберг і його дружина прийшли в ресторан, щоб відзначити наступне Різдво, але їхній відпочинок затьмарюють різні кінодіячі, які пропонують ідеї нових проектів акулі кінобізнесу. |
| 6 (33)  | 12.01.1997 | «Як зняти своїми силами „Новорічний вогник“». Телевізійники під Новий рік втратили касету зі святковим шоу. Зрозуміло, всі працівники блакитного екрану п'яні, але вони беруть волю в кулак, щоб екстрено відзняти щось, що буде не соромно показати в новорічну ніч. |
| 7 (34)  | 19.01.1997 | «Перевірені схеми». Бізнесмен-невдаха Вяземський (Нагієв), змушений продавати програми передач на минулі тижні (йому їх обманом підсунули в друкарні), зустрічає свого колишнього однокласника Козявкіна (Рост), який став багатою людиною. Показуючи довірливому Вяземському різні атрибути солодкого життя, Козявкін обіцяє перетворити свого знайомого на успішного підприємця за «перевіреними схемами». |
| 8 (35)  | 26.01.1997 | «Психлікарня». Владу в дурдомі захоплює психопат, що мняє себе Наполеоном, Гітлером, Сталіним і Іваном Грозним. Він та його сподвижники карають лікарів уколами та клізмами. Але згодом з'ясовується, що є ще один представник «палати № 6», який мріє правити лікарнею. |
| 9 (36)  | 02.02.1997 | «Запеканко». Ректор Центрального технічного університету Барінов (Рост) дізнається, що у його вузі навчається мільйонний студент країни. Цю подію висвітлюватимуть ЗМІ, також приїде заступник міністра освіти. Проблема лише в тому, що мільйонним студентом виявився найгірший студент ВИШу Василь Запеканко (Нагієв). Тепер викладачам доведеться витягувати бовдура на «п'ятірки». |
| 10 (37) | 09.02.1997 | «Смотрини наречених». Суворий полковник, який запиває стреси «краплинами біленької з графинчика», вирішує видати свою дочку заміж. Серед претендентів — підлеглий глави сімейства, майбутній молодший лейтенант; син маминої колеги, музикант; друг бабусі, недорозвинений любитель «Санта-Барбари»; а також вибір самої героїні — літній багатій. У серії є фрагмент «Ювілейної 20-ї серії». |
| 11 (38) | 16.02.1997 | «Лотерея „Веселі лимони“». Продюсер розважальної передачі Несмелов (Нагієв) виявляється «між ангелом і бісом»: диявол (Нагієв) умовляє його продавати знайомим і близьким квитки з питаннями вікторини, а небожитель (Рост) наставляє продюсера «на правдивий шлях». Фінал історії непередбачуваний. У серії використано кадри та музику з кліпу Perplexer на композицію Love Is In The Air. |
| 12 (39) | 23.02.1997 | «Лист із армії». Рядовий (Нагієв) пише листа «на село дівчині», в якому розповідає про перипетії армійського життя. Спочатку героя гнітить дідівщина, але потім він сам стає «дідом»… |
| 13 (40) | 02.03.1997 | «Бойовик „Відморожений“». Герой фільму шукає по всіх барах та салунах Великого Багзі. Кожен бармен розповідав ту саму історію, наприкінці якої неодмінно з'являвся Великий Багзі зі своєю бандою і відкривав стрілянину. Нарешті, герою пощастило знайти в одному салуні співачку, яка колись знала Великого Багзі, і незабаром він з'явився. Людина, яку вдарив герой, віддала йому великий годинник; їх подарував Великому Багзі одна людина (він колись врятував Багзі життя), йому їх подарував, у свою чергу, Джордж Вашингтон, і виходить, що Великий Багзі — батько героя. Пізніше з'являється наступний герой, який шукає Короту Джонні. Ключова сцена заплутана, але ця заплутаність входить у задуми авторів, тому що «Відморожений» — це пародія на вестерни, у тому числі на «Відчайдушного» з Антоніо Бандерасом. |
| 14 (41) | 09.03.1997 | «Червона Шапочка» («Червона шапка Зигмунда Фрейда»). Досить прогресивний режисер (Нагієв) задумав сучасну кіноверсію «Червоної Шапочки» і запросив на знімальний майданчик продюсера (Рост). По ходу проб виявляється, що задуми режисера вимагають великих капіталовкладень, тому що неодмінно повинні бути задіяні танк, бойові автомати, артисти, викликані з інших країн за десятки тисяч доларів. Зрештою, у продюсера закінчуються гроші, а у режисера з'являється нова ідея і новий продюсер. У серії згадується режисер фільму «Чистилище» Олександр Невзоров. |
| 15 (42) | 16.03.1997 | «Автомеханіки». Повість у тому, як у авторемонтної майстерні проходив практику дуже талановитий і чесний стажер Паша Морозов (Рост). Він відмовлявся брати гроші за роботу, чим викликав невдоволення у майстра, Сан Санича (Нагієв). Той у різний спосіб намагався зжити стажера. |
| 16 (43) | 23.03.1997 | «Книжний магазин». Розповідь про зліт і падіння однієї книгарні. У сусідньому приміщенні Народи Кавказу продавали вино і мріяли розширитися, викупивши всю площу занепалої книгарні. Господарям дали термін виправити ситуацію на місяць. І «книжники» обманним шляхом почали розпродувати товар, надаючи бажане для покупців зміст книжок за дійсне. «20 000 льє під водою» продали як пісняр Скутера, «Пікову даму» — як довідник по казино і т. д. |
| 17 (44) | 30.03.1997 | «Інститут сміху та розіграшів». У Всеросійському Інституті сміху та розіграшів не склалися справи. Жарти стали несмішними, один із фахівців хоче звільнитися, конкуренція зростає. Під кінець один із співробітників (Рост) влаштовує вибух. |
| 18 (45) | 06.04.1997 | «Банщик-терорист» («Баня»). У лазні короткий день — банщик Чистомирдін повідомляє всім, що працює сьогодні до трьох днів у зв'язку з «акцією», а сам пише «вимоги банщика». У лазні збираються: напівкримінальний бізнесмен, вчитель математики Нечипоручко, мічман морського флоту з командирськими нападами (без будь-якої причини говорить лютим пошепки «Що?!», віддає команди і сам їх виконує), гомосексуал та алкоголік. Жодному з них не спадає на думку, чому сьогоднішній план роботи банщик називає акцією, а він бере клієнтів, що напилися, в заручники. |
| 19 (46) | 13.04.1997 | «Школа дружин, або Курси „Як стати бажаною“». Дружина, будучи не в змозі порозумітися з чоловіком, приходить до «Школи дружин» і потрапляє до єдиного дипломованого фахівця — Давида Ілонова. Потім прибуває друга жінка, стереотипна українка, яка має приблизно ту саму проблему. З'ясовується, що існує 4 типи чоловіків, які вдало зображують спеціальні актори, і з дружинами починається робота. У результаті вони перетворюються під стать чоловікам, але історія на цьому не закінчується, тому що потім, без дружин, приходять самі чоловіки. |
| 20 (47) | 20.04.1997 | «Жіночий клуб „КОРЖ“». Чотири фемінізм на 30 днів закриваються в бар (питний заклад), оголошуючи таким чином протест проти так званої сильної половини людства. |
| 21 (48) | 27.04.1997 | «Кодекс коридорного» («5 тезисів справжнього коридорного»). Син просить у батька, який працює в готель коридорним, грошей на масло, яким він збирається розтирати дівчат в стриптиз-барі, але батько вважає, що сину пора самому заробляти гроші. Син розпочинає свій перший день коридорного. Він знайомиться з мешканцями з номерів: один на перевірку виявляється шпигуном, у другого в номері чи то сестра, чи коханка, третьому він завадив здійснити намаз (таїнство). Тепер усі хочуть його вбити. Новоспечений коридорний вирішує вбити всіх, що й робить. Батько з жахом від вчинку сина. |
| 22 (49) | 04.05.1997 | «Хлопчишник» («Бодун»). Троє чоловіків прокидаються вранці після великої пиятики і намагаються згадати, хто вони такі, де вони знаходяться, а найголовніше, що вчора змусило їх так сильно напитися. Пропонуються різні версії — від дня народження до похорону; кілька разів викликається покоївка. Один із героїв пропонує знову напитися, щоб знову «дійти до потрібної кондиції» та згадати, що було вчора. Виявляється, що вони знаходяться в публічному домі, і днем раніше у них був хлопчишник з нагоди весілля їхнього спільного друга, який кудись зник. Друг невдовзі з'явився, і все стало на свої місця. Фабула серії має багато спільного з сюжетними ходами комедії Тодда Філліпса «Похмілля у Вегасі», що вийшла через 12 років.                                                                               |
| 23 (50) | 11.05.1997 | «Рекламне агентство „Повний кадр“». В рекламне агентство звертається велика фірма — виробник підгузків. Директор (Нагієв) погоджується і змушує свого підшефного шукати «виконавця головної ролі» — немовля. |
| 24 (51) | 18.05.1997 | «Здається в аренду». Приватний підприємець (Нагієв) купує територію для автомагазина. Але підприємець з України (Рост), той, хто перебуває по сусідству, радить зробити ремонт: спочатку переробити підлогу, потім — нібито стіни, що нібито покосилися. |
| 25 (52) | 25.05.1997 | «Весілля». На весілля вже прибули батьки наречених і тамада, але винуватці урочистості затримуються. Батьки починають пропонувати різні версії. Пізніше приходять наречені та псують свято. |
| 26 (53) | 01.06.1997 | «Призовна комісія». Троє призовників проходять комісію у військовий комісаріат, кожен з них хоче «закосити» від армії. Один із них знає, як це зробити. Комісія дивується збігам (у двох призовників поспіль батько — алкоголік і мати — повія) і начебто визнає призовників непридатними. Але потім приходить абсолютно здоровий призовник. |
| 27 (54) | 08.06.1997 | «Переекзаменування». Старшокласники Гімалайський і Бубликов проходять переекзаменування — пишуть твір з літератури (Бубликов пропустив іспит із хвороби, а його товариш Кіндратій виправляє «двійку»). Тут і ненависть вчительки Марії Іванівни (Рост) до своїх учнів, і любов Гімалайського до однокласниці Білохвостикової (Рост), що спізнилася. Усі успішно почали писати свої твори. Все повинен був зіпсувати четвертий школяр Козлов (Нагієв), що з'явився до кінця іспиту — місцевий хуліганство, який насильно вирвав у Кіндратія твір. |

Сезон 4
| Серія   | Прем'єра   | Короткий опис |
| ------- | ---------- | --- |
| 1 (55)  | 07.09.1997 | «Новини». Журналіст однієї телекомпанії новин Серафім Тихонін щоразу намагається потрясти директора своїми черговими сенсаціями. Але для директора не секрет, що скандальні сюжети знімаються на закритому майданчику, чи не «на коліні», за участю тих самих акторів (які погано грають), спочатку навіть мікрофон виявляється зверху в кадрі. Директор вимагає від журналіста покращення якості матеріалу. |
| 2 (56)  | 14.09.1997 | «Село Міздрюки». Письменник, що збирає фольклор, приїжджає в село, де ударом під силу його зустрічає місцевий алкоголік, який вирішив вкрасти сумку і плащ мандрівника. У це село колись заїжджав Єльцин, і інший чоловік, який написав президенту кілька листів, прийняв письменника за Єльцина. Одна з мешканок села подумала, що до неї з в'язниці приїхав її кавалер з листування; мріючий вислужитися дільничний дізнався у гості закордонного агента; а інтелігент-рибалка, який відправив у газету «Цілком секретно» викривальний лист, приймає літератора за кілера. |
| 3 (57)  | 21.09.1997 | «Шлюбне оголошення». Якось жінка в літах Клавдія Михайлівна (Рост) вирішує, що сину Костику (Нагієв) досить ходити в холостяках, і дає оголошення в газету: гарний юнак шукає супутника життя. Костику ця ідея не подобається, але мама загрожує самогубством, і він погоджується. Поки Костя і мама чекають дівчат, приходить їх знайомий Петро (Нагієв), в шапці і з вусами, схожий на листоношу Пєчкіна, телемайстра і чиновника з 1980-х років. Потім на вогник заглядає дядько Костика Тарас, який нагадує фізика або хіміка. Щоб не бентежити потенційних наречених, Петро з Клавдією ховаються в шафу, а дядько — за ліжко. Спочатку свататися до героя приходить розв'язна дівчина, що виявляється повією (Рост), потім — сором'язлива інтелектуалка (Нагієв), що мріє про пристрасть, як у повісті Купріна «Яма», після цього заявляється хлопець-гомосексуал (Рост). Перша дівчина залишає квартиру на вимогу матері, друга втікає сама через нестабільну психіку, а представника меншин Костик на ґрунті нетерпимості вганяє в тремтіння, внаслідок чого той починає думати, що над ним хочуть поглумитися, і теж втікає. Почувши знову рішення сина прожити далі холостяком, Клавдія Михайлівна знову обіцяє накласти на себе руки і каже, що скоро прийде «красуня» Ліза (Рост), яку вона сама йому радить. Тим часом Костик хоче втекти через вікно, але не встигає: приходить Ліза. |
| 4 (58)  | 28.09.1997 | «Художня самодіяльність». До сільського клубу приїжджає новий режисер. Він пропонує ставити різні спектаклі, але щоразу виявляється, що вистава вже була. У кожному з них, крім чоловічого дуету, брала участь немолода жінка, яка до кінця обов'язково напивалася і падала мертво. Актори нервують. Режисер пропонує виставу, яку ще не ставили, — «Моцарт і Сальєрі» по одноіменній трагедії А. С. Пушкіна, — і в глибині душі сподівається, що це буде успіх. Однак без спиртного не обійшлося і тут, і на прем'єрі п'яного режисера вивели на сцену до п'яних акторів під руки. |
| 5 (59)  | 05.10.1997 | «Відпустка на курорті» («Відпустка на море»). На закордонний південний курорт приїжджає подружня пара — оптимістично налаштований чоловік (Нагієв) та прагматична дружина (Рост). Як незабаром з'ясовується, вхідні двері єдиного вільного готельного номера без замку, метрдотель і правоохоронець постійно приходять до них з черговим штрафом, то склянку розбили, то включили музику, то лежать удвох на одному ліжку («З вас… марок!!!» — «Я вам що, філателіст?»). Потім хтось вкрав усі їхні речі. Араб-гей хоче влаштувати «щигідим-щигідим» із чоловіком. |
| 6 (60)  | 12.10.1997 | «Спадщина дідуся» («Мій російський дідусь»). В день народження дідуся Володимира Степановича (Нагієв) за столом збираються всі рідні та близькі. Але не тільки для того, щоб привітати ювіляра. Наміри їх прозаїчніші: вони, на чолі з нотаріусом, приятелем діда Дріскісом (Нагієв), хочуть поділити величезну спадщину, яку заповідає їм Володимир Степанович. Тут і його перша дружина — комуністка Ніна Андріївна (Рост) з придуркуватим первістком — дорослою дитиною Іваном (Нагієв), і друга колишня дружина Галина Миколаївна (Нагієв) з чоловіком Георгієм (Рост). Кожен із них хоче отримати свій «шматок пирога». Але дідусь виявляється хитрішим за всіх. |
| 7 (61)  | 19.10.1997 | «Клад на будівництві». Троє різнохарактерних робітників — інтелігент в окулярах, любитель випити і непитущий, що веде здоровий спосіб життя, — будують будинок для «нового росіяна». На будівництві проблеми із зарплатою, і будівельники вирішують культурно відшкодувати матеріальні та моральні збитки, заклавши щось органічного походження у статеве покриття. Цілком випадково вони знаходять скарб у кованій скриньці, схожій на карету (тільки без коліс), і вирішують поділити знахідку між собою. Однак їм постійно заважають. Приходить виконроб, щоразу питаючи та записуючи, хто вони такі, що вони тут роблять і чия це бригада (бригада Потапова); виконроб має звичку наспівувати будь-яку фразу, що йому сподобалася («Перед смертю вона сказала: „Дякую!“», «Кладку робив зранку…», «Почитав він програмку свіжу»). Приходить дільничний Петлюра, щоразу цікавлячись, чи не чув хтось пострілів «чи просто вигукувань підозрілих». Прийшла колишня дівчина інтелігента Паші Маша, яка хотіла усамітнитися зі своїм екс-бойфрендом, але Паша відмовився, злякавшись втратити право на частку від скарбу. Ближче до кінця історії дільничного інтелігента, що майже проговорився, вбиває пляшкою по голові любитель випити, а потім вони з непитущим вбивають один одного. Якраз після цього приходить замовник і бачить усіх трьох мертвих на підлозі недобудованої квартири. Він дзвонить своєму другові і раптом помічає скриньку. Відкривши його, «новий росіяна» вирішує віддати свою квартиру другу за півціни, а скарб забирає собі і йде. Його мало не застає дільничний. |
| 8 (62)  | 26.10.1997 | «В потязі» («Потяг»). Герой серії — раз у раз ламає четверту стіну Льолік (Нагієв) — їде в поїзді на південь з дружиною (Рост). Як на зло, у тому ж вагоні розмістилася і коханка Лехи Раїса (Нагієв), яка вирішила після лікування в Інституті голодування імені Отто вирушити з моторошно ревнивим чоловіком Іполитом (Рост) у теплі краї. Коли Іполит небезпідставно підозрює свою дружину в невірності і вирішує розправитися з Льоліком, тому вдається переконати недоброзичливця у своїй гомосексуальності. Поки Леха був відсутній у своєму купе, туди помилково заглянув вагон, що переплутав грузин (Рост), який намірився підкорити серце дружини Лехи. |
| 9 (63)  | 02.11.1997 | «Радіостанція» («Радио-пристрасті»). Співробітники радіо «Арктика» (алюзія на радіо «Модерн») — директори Птицин (алюзія на Леоніда Кукушкіна) і Звєрєв (алюзія на Сергія Ніколаєва), ді-джеї Адам (алюзія на Дмитра Нагієва) та Єва (алюзія на Аллу Довлатову), диктор новин Дато Гантелія (алюзія на Олександра Шенгелія) і завгосп Сан Санич — готуються до візиту олігарха Дубодовського (алюзія на Бориса Березовського), що бажає вкласти гроші в одну з радіостанцій рідного міста (на прикметі у мільйон знаходиться також єдиний конкурент «Арктики» — радіо «Антарктика»). На студію одна за одною надходять новини про смаки високого гостя, і працівники станції всіляко прагнуть йому догодити. |
| 10 (64) | 09.11.1997 | «Жіночі злочини». Історія про Синю Бороду в спідниці (Рост), що відправила в могилу кількох своїх чоловіків (алкоголіка, ощадливого чистюлю, бабника та підкаблучника) і потім примусила подругу (Нагієв) сумніватися і в її дружині. |
| 11 (65) | 16.11.1997 | «Привид казино». Привид казино (Рост) умовив бухгалтера (Нагієв) зайти до закладу та зіграти на зарплати службовців. Спочатку бухгалтеру щастило, але потім, після поцілунків економіста, що затяглися, з дружиною начальника (Рост), везіння почало закінчуватися. |
| 12 (66) | 23.11.1997 | «Злодій та коханець» («Французький водевіль», «Як французький водевіль»). У квартирі зустрілися дружина (Нагієв), коханець (Рост), злодій (Нагієв), чоловік — міліціонер (Нагієв) та коханка (Рост). Щоб виправдати одне перед одним свою появу, вони почали з'ясовувати, хто кому доводиться. |
| 13 (67) | 30.11.1997 | «Банк» («Скорочення штатів», «Скорочення кадрів»). Начальство банку вирішило скоротити штат співробітників і заразом з'ясувати, хто з них поїде до Парижа. Учасники колективу бояться випасти за узбіччя, внаслідок чого практично кожен із них намагається вигородити себе та оббрехати товаришів. |
| 14 (68) | 07.12.1997 | «Еміграція» («Сеня їде до Чонго-Монго»). Алюзія на п'єсу Миколи Ердмана «Самовбивця». Продавець овочів з кіоску Семен Пузирков (Рост) за сприяння свого друга (Нагієв) отримує дозвіл на переїзд на ПМП в африканську країну Чонго-Монго. Розуміючи, що переїхавши в іншу країну, Семен буде недоступний для російських бандитів, до нього приходить колишній директор скриньки з проханням взяти на себе провину у розтраті грошей від бізнесу, який «кришують» бандити. Також до нього приходить член "ліві партії, з пропозицією оголосити ЗМІ, що Семен їде з Росії з політичних мотивів, що вигідно позначиться для партії. Приходить і колишня любов, яка завагітніла невідомо від кого, але бажає, щоб у дитини був батько, а тому просить визнати дитину своєю. За всі ці «послуги» гості Семена платять добрі гроші. |
| 15 (69) | 14.12.1997 | «Зустріч випускників». Бандит, лікар, міліціонер, інтелігент — усіх їх пов'язує те, що колись вони навчалися в школі. |
| 16 (70) | 21.12.1997 | «Кандидат у депутати». Історія про те, як висували одного кандидата у депутати (Нагієв): як працювали над його іміджем, як знімали рекламний ролик. Спочатку прізвище кандидата було Святєлкіна, але іміджмейкер вважав, що прізвище звучить не мужньо, і дав майбутньому депутату псевдонім Сіпун-Гора. Над його ходою працював іміджмейкер з невизначеною орієнтацією, над промовою — людина, дуже схожа на Ожегова. У результаті Сіпун-Гора переміг на виборах. |
| 17 (71) | 28.12.1997 | «Новий рік». За мотивами трагедії Гете «Фауст». Не дуже щасливий актор (Нагієв) у дитячому театрі грає зайчика («Я морозу не боюся, я з морозом подружуся!»), і режисер (Рост) незадоволений виконанням. Раптом посланець з пекла, «ексклюзивний дистриб'ютор диявола на території Росії» Роланд (Нагієв) ненадовго зупиняє час і пропонує акторові угоду: за праведне життя до кінця цього року — «мільйон диявольських доларів США». Актор погоджується, і потім за різних обставин чи не порушує умови договору, але до останньої миті року, що минає, за ним з моменту початку угоди не виявляється жодного гріха. У серії старший лейтенант міліції Санько (Нагієв) вимовляє фразу «Ця роль лайлива, і я попрошу до мене її не застосовувати…» із фільму «Іван Васильович змінює професію». |
| 18 (72) | 04.01.1998 | «Іронія долі». Пародія на знаменитий новорічний фільм. До дами з яскраво вираженим польським акцентом (Рост) приїжджають москвич (Нагієв), грузин з Тбілісі (Нагієв), узбек з Ташкента (Рост), і всі стверджують, ніби вони перебувають у своєму місті. Потім з'являється наречений Іполит. |
| 19 (73) | 11.01.1998 | «Холмс і Ватсон». Шерлок Холмс та доктор Ватсон намагаються з'ясувати, хто такі Дмитро Нагієв та Сергій Рост. До них приходять творці серіалу і розповідають детективам всю правду про цих акторів. Однак наприкінці Ватсону спадає на думку жахлива думка. У серії присутні фрагменти з епізодів «Бойовик „Відморожений“», «Весілля», «Скарб на будівництві», «Зустріч випускників», «Повість про справжню людину», «Червона Шапочка», «Похмілля», «Призовна комісія», «Злодій і коханець», «Еміграція», «Комісар Мудре розповідає», «Лист із армії», «Новий рік у сільському клубі», «Відпустка на курорті» та «Іронія долі». |
| 20 (74) | 18.01.1998 | «Заручники». Терористи захоплюють кінотеатр і щоб глядачі не нудьгували, розважають їх художньою самодіяльністю — співають, танцюють, грають на гітарі, яку марно налаштовувати. Рятувальники беруться звільнити зал від загарбників. |
| 21 (75) | 25.01.1998 | «Розслідування». В одній квартирі сталося масове вбивство. Два співробітники міліції та лікар не надто успішно намагалися відновити картину злочину, доки не приїхало високе начальство, а потім і самі «вбиті». |
| 22 (76) | 01.02.1998 | «Податки». Співробітники петербурзької філії спільного російсько-французького підприємства «Je pas» бояться візиту податкового інспектора, і тому директор Антон Петрович (Нагієв) та бухгалтер (Рост) зображують перед візитером Кареном Петровичем (Рост) божевільних. Але з'являється справжній податковий інспектор Скліфосовський (Рост). |
| 23 (77) | 08.02.1998 | «День бабака» («День народження»). Це не пародія на фільм «День бабака», хоча в основі серії лежить ідея фільму. Електрик з вищою освітою прокидається у своєму ліжку з чайним пакетиком у роті сім разів поспіль і щоразу потрапляє в один і той же день у свій день народження. Сім разів дружина співає чоловікові пісеньку «Happy Birthday to You» і дарує йому шапку. Кілька разів він намагається на прохання тещі полагодити проводку, але безуспішно: щоразу він втрачає свідомість, а коли приходить до тями, то знову виявляється на кілька хвилин раніше у своєму ліжку. Йому набридає пісенька дружини, він убиває всіх. Але друг, який завітав привітати героя зі святом, бачить, що той убив його кохану жінку, і мстить йому, роблячи вбивство, внаслідок чого герой після смерті знову прокидається у ліжку у свій день народження, і все починається спочатку. На сьоме він змиряється з обставинами і вдало лагодить проводку. |
| 24 (78) | 15.02.1998 | «Вчені». Декілька вчених збираються в бібліотеці, щоб обговорити план пограбування банку. Вони хочуть пробратися туди каналізації. |
| 25 (79) | 22.02.1998 | «Розлучення». Відомий естрадний композитор Микола (Нагієв) вирішує розлучитися з дружиною Машею (Нагієв), щоб одружитися зі співачкою Іриною Бутильковою (Рост), яка могла б співати його пісні. Маша хоче вийти заміж за відомого поета-пісняра Євгена Долбановського (Рост). Але в них нічого не виходить. Спочатку подружжя міцно посварилося, потім співачка, залишившись «наодинці з поетом», захотіла вийти заміж за нього, а під кінець історії Микола з Машею було помирилося, але дружина ненароком наступила чоловікові на ногу і попросила його відповісти тим же. Але він настав надто сильно, що й стало приводом для продовження розладу. |
| 26 (80) | 01.03.1998 | «Спадщина». На ведучого новин Тараса Мамлюковича Компотова (Рост) впали неприємності. Спочатку він виявив дружину (яка думала, що якщо показують новини, значить, чоловік на роботі; Нагієв) з коханцем і вигнав її з дому, потім його звільнили з телебачення, потім старий друг не взяв його на радіо, і на довершення всього від героя відмовилася коханка. На його боці був тільки кілер, що живе по сусідству. Але тут у новинах оголошують, що один шейх заповів своєму родичу — Тарасові — весь свій величезний стан, включаючи весь золотий запас країни. Компотів стає повноправним володарем безпрецедентно великої спадщини та вирішує помститися всім, кого знає та щиро «любить»… |
| 27 (81) | 08.03.1998 | «Восьме березня». Прийшовши на роботу в міжнародний жіночий день, співвласник фірми «Російський чайник» Олександр Санько (Нагієв) раптово виявляє, що всі співробітники очолюваного ним підприємства «помінялися ролями»: посади директорів замість Санько та співзасновника Паші (Рост) зайняли Зоя Вікторівна (Рост) і Неллі Володимирівна (Нагієв), перша з яких пристає Санько, а друга ревнує і звинувачує в зрадах. При цьому Санько обіймає посаду секретарки, а Паша поєднує обов'язки бухгалтера, кухаря та прибиральниці. Жінки вітають чоловіків з міжнародним чоловічим днем і змушують готувати страви для святкового столу. |
| 28 (82) | 15.03.1998 | «Пологи». Пригодницька серія, варіант на тему блудного сина. Одного разу молодий чоловік (Нагієв) дізнається по секрету у батьківки (Рост), що та підмінила народжену собою темнокожого дитини на нього, і вирушає на пошуки «справжньої» матері. Він побуває в квартирах узбеків, Латишів, афроамериканців, щоб зрозуміти, що справжня мати — та, яка виховала. |
| 29 (83) | 22.03.1998 | «Старшина». Старшина змушує двох молодих бійців драїти вбиральню зубними щітками. Герої вирішують провчити його та пишуть від його імені любовні листи до буфетниці, медсестри та дружини комбата, комбату. При цьому старшина є женоненависником і не переносить, коли до нього пристають жінки. Наче комбат хоче дати йому квартиру, начебто старшина збирає речі, але всі коханки збираються в його кімнатці. |
| 30 (84) | 29.03.1998 | «Обман». Одна пристойна, на вигляд, людина рятує життя письменнику. На подяку чоловік і дружина залишають його вдома. У цієї людини виявляються великі зв'язки, і вона допомагає письменнику в публікації роману. Але потім починаються дивні речі. альтруїст, Що Загостився, за допомогою друзів, викликаних по телефону, інсценує виявлення «міліцією» у письменника наркотиків і благополучне вирішення ситуації: він виявляється «великою людиною». Потім цей він вселяє письменнику, що дружина йому неправильна. Для письменника все складається не найкращим чином. |
| 31 (85) | 05.04.1998 | «Хімчистка». Пародія на італійські фільми. Італійці — веселий народ, і перше квітня для них — чи не священне свято. Саме в цей день італійську хімчистку відвідав президент Італії, в якого кинули піцою. Згодом з'ясувалося, що президент був справжнім. |
| 32 (86) | 12.04.1998 | «Живий труп». Бізнесмен Василь, задавлений великим прибутковим податком (95 коп. з рубля), вирішується поховати себе для податкових інспекторів, а бізнес переписати на свого старшого брата Петра з Рязані, якого насправді не існує. Василь, прикинувшись братом, хоче взяти на себе все майно своєї дружини Зінаїди, яка проти цього. Тут же в квартирі Василя та Зінаїди з'являються — старший оперуповноважений убивчого відділу Холодець; коханець Зінаїди, що називає оперуповноваженого «місцевим Пінкертоном»; циганка Сера, коханка Василя. |
| 33 (87) | 19.04.1998 | «Пенсіонери» («Стрибок у нове життя»). Внуку (Нагієв) потрібна квартира дідуся (Рост) із бабусею (Нагієв), щоб приводити туди свою дівчину. Він укладає з ними договір, щоб вони зістрибнули з карнизу. Вони готові зробити все для улюбленого внучка, але телевізійники, що несподівано з'явилися (постійно невпопад чхаючий оператор (Нагієв) і ведуча (Рост) вирішують, як зазвичай, влаштувати з цього шоу. Внучок погоджується, але з умовою, що за це «клієнти» платитимуть йому. У нього перебувало багато людей: мер (Рост), кінорежисер (який вирішив у зв'язку із страйком каскадерів зробити з бабусі з дідусем героїв нового фільму про хмарочос; Нагієв) і зухвалий представник компанії «Російська мотузка» (він хоче, щоб літня пара зробила рекламу його продукції; Рост). Внук погоджується на все. І вони наважуються стрибнути у нове життя. |
| 34 (88) | 26.04.1998 | «Ресторан» («Дивний день у ресторані»). До ресторану прийшов чоловік Аркадій (Нагієв) з дівчиною Ритою (Рост), яку він доглядає вже півроку (але так і не освідчився їй у коханні). У туалеті, куди йому знадобилося ненадовго відлучитись, якийсь дід (Рост) прийняв його за «свого», віддав йому дипломат із грошима і подарував пістолет. Аркадій випадково вбиває діда з пістолета та садить убитого на унітаз. Тут ще й міліціонер (Рост), якому герой постійно когось нагадує, проте міліціонер невдовзі теж виявляється випадково вбитим. Дипломат із грошима доводиться віддати кримінальному авторитету (Нагієву), який увесь час кашляє, бо багато курить. Потім героя приймає за нареченого батько нареченої (Рост), і голосом, і зовнішністю схожий на Брежнєва. Рита перестає вірити Аркадію, але незабаром якийсь кавказець (Нагієв) приймає її за дружину, що підробляє найдавнішою професією. У результаті Аркадій та Рита розлучаються. |
| 35 (89) | 03.05.1998 | «На переході» («Заповітні бажання, або Дует „Менует“»). Два вуличні музиканти, під час виконання пісні Ігоря Крестовського «На переході», отримують пропозицію відомого продюсера Гарика Алиментійовича Карабасова (алюзія на Барі Алібасова) стати знаменитими. Спочатку вони задоволені тим, як усе складається, на хвилі успіху їх переманює до себе інший продюсер Юлій Айзерфріц (алюзія на Юрія Айзеншпіса), але потім в їх дуеті починається розбрат. Проект доводиться закрити і вони знову стають вуличними музикантами. |
| 36 (90) | 10.05.1998 | «Зміна начальників» («Судьба начальника»). Старого директора змусили пожити життям пересічних робітників. |
| 37 (91) | 17.05.1998 | «Письменник». Пародія на фільм «Надзвичайний» з модерністським ухилом. На що доводиться йти чесним письменникам заради грошей. Романи про «високу матерію» ніхто не хоче читати, всім подавай пригоди, бойовики. Коли на думці у редактора лише прибуток, іншого виходу не залишається. |
| 38 (92) | 24.05.1998 | «Гуртожиток». Студент приїжджає вчитися і влаштовується до гуртожитку, де за короткий час із зразкового відмінника можуть зробити недалеку ПТУшника з інтелектом чотирирічної дитини. |
| 39 (93) | 31.05.1998 | «Жиголо». Продовження історії про поета-пісняра Долбановського, який любив жінок. Причому любив так сильно, що його знав ціле місто, і йому довелося виїхати з дружиною до іншого населеного пункту. Але й там, у готелі, не закінчилися любовні пригоди героя. Покоївка він сказав, що її батьком був Френк Сінатра; офіціантці запропонував гроші за інтимну близькість; колишня пасія героя, постоялиця готелю грузинка Тамара спочатку хотіла перерізати йому горло, але все обійшлося. Залишивши дружину дивитися серіал «Санта-Барбара», під приводом шлунка, що розболівся, герой тричі виходить з номера до своїх коханок. Під кінець його замучить совість, і він прокинеться на кушетці в лікарні після операції зі зміни статі. Лікар вважає, що це був єдиний вихід із ситуації. |
| 40 (94) | 07.06.1998 | «Перегляд знятого». Дмитро Нагієв та Сергій Рост дивляться уривки з найкращих серій 1997—1998 років та анонсують новий сезон. |

Сезон 5
| Серия  | Премьера   | Краткое описание |
| ------ | ---------- | --- |
| 1 (95) | 02.10.1998 | «Комуналка. Частина 1». Переховуючись від ревнивої дружини (Рост), підкаблучник Семен (Нагієв) ховається в комунальній квартирі, де він п'є горілку з бешкетником Федором (Рост), лікується у старої Серафими Іллівни (Нагієв) і намагається за Світлану (Нагієв). У цій серії один із наречених Свєти, Гіві (Нагієв), вимовляє фразу «Чики-брики, чик-чірик», яка згодом стала відомою завдяки серіалу «Обережно, модерн! 2», де її вжив у своїй промові інший персонаж Нагієва — Степан Сморковичев. |
| 2 (96) | 09.10.1998 | «Комуналка. Частина 2». Люба (Рост), теща молодшого сержанта міліції Чіхалкіна (Нагієв), усвідомлює, що Серафима Іллівна залишилася їхньою єдиною сусідкою по комуналці, внаслідок чого вона вирішує допомогти старенькій швидше вирушити в найкращий зі світів, щоб заволодіти всією квартирою. |

### «Повний модерн!» (1999—2000)
Майже через рік після закриття «Обережно, модерн!» на каналі РТР вийшов новий малобюджетний проект «Повний модерн!». Творці повернулися до первісної назви шоу, оскільки назва «Обережно, модерн!» належало СТС. Мелодія заставки була такою самою, як і у попередника. Серії 1-4 оповідають про двох сценаристів, які пишуть сценарій серіалу про лікарню (сцени за участю сценаристів перемежовуються сценами з незнятого серіалу), а в серіях 5-14 розповідається про життя сімейства міліціонера Рилова, який мешкає в Москві за адресою: вул. Червоних Вірменських Партизан, буд. 13, кв. 35 (у 10-й серії — кв. 157). Один знімальний блок серіалу міг тривати до п'яти діб поспіль. Контракт був на 14 серій і продовжений не був, оскільки, за словами Нагієва, спочатку керівники державного телеканалу заявляли творцям серіалу, що грошей на виробництво нових серій не буде до виборів Президента, потім попросили почекати до інавгурації Володимира Путіна, після чого обклали абсолютно непомірними вимогами", в результаті команда проекту вирішила розірвати співпрацю з РТР, «бо робити веселий андеграунд у таких умовах катастрофічно неможливо».

#### Персонажі
Серії 1-4
- Сценаристи (Нагієв і Рост) — дует авторів, що пишуть сценарій для серіалу про лікарню. Провідну роль грає сценарист, що виконується Ростом, другий сценарист переважно критично оцінює ідеї першого і ставить перед ним питання. Регулярно зв'язуються телефоном з продюсером, рішенням якого підпорядковуються беззаперечно.
- Борис Іванович Козловський (Рост) — «новий росіян», банкір, мільйонер першої хвилі, що заробив початковий капітал, продаючи моржовий ікло як китовий вус; нині співголова руху «Право та ліво».
- Василь Кіндратійович Кайло (Рост) — темпераментний і брутальний зварювальник, суворий представник простого народу, що не терпить принижень.
- Кіндратій Васильович Гімалайський (Нагієв) — слабохарактерний інтелігент, здатний в екстрених випадках жорстко захищати свої інтереси. Раніше персонаж з'являвся в епізодах «Іспит», «Школа № 666» і «Переекзаменування» з серіалу «Обережно, модерн!».
- Клавдія Іванівна (Нагієв) — холоднокровна реєстраторка похилого віку, що любить рабувати.
- Маша (Нагієв) — медсестра, доброзичлива, але не особливо розумна пліткарка.
- Вассерман (Нагієв) — брехливий, цинічний, владний і розважливий головлікар лікарні, який обожнює наживатися на хворих.
- Манту (Нагієв) — лікар, який замінює Вассермана, коли того саджають у в'язницю. Продюсер вирішує заощадити на акторах і розпоряджається, щоб роль Манту виконував актор, який грав Вассермана, тому Манту відрізняється від Вассермана лише наявністю вусів. Коронна фраза: «Далі без мене».
- Дружина Манту (Рост) — сексуально стурбована і неприваблива жінка, маніакально вірна своєму чоловікові.
- Ширинкін (Рост) — головний хірург, доброзичливий лише стосовно тих, хто має гроші і власть. Старанно приховує нетрадиційну сексуальну орієнтацію.

Серії 5-14
- Микола Гаврилович Рилов (Нагієв) — міліціонер у званні старшого лейтенанта, алкоголік, який п'є в тому числі з календарем, що висить на стіні, із зображенням Дмитра Нагієва; бешкетник, психопат, що має національні забобони.
- Євдокія Петрівна (Рост) — дружина Рилова, домогосподарка, що у вихідні підробляє в магазині, який вона мріє перетворити на свою власність. Фанатка гурту «Руки Вверх!».
- Даша (Нагієв) — дочка Миколи та Євдокії, студентка, яка перебуває в сексуальних зв'язках з арабами і підробляє проституцією.
- Марія Гаврилівна (Рост) — теща Рилова, господиня квартири, політично активна громадянка, яка зневажає Миколу і лютує, коли він вказує на її надмірну вагу.
- Іван Данилович Заточний (Рост) — люблячий ламати четверту стіну в момент приходу до Риловим, друг і начальник Миколи, полковник, що опікується його і виявляє зацікавленість у його кар'єрному зростанні; при зміні настрою, проте, обіцяє знизити Рилова у званні. Образ Івана Даниловича дуже схожий на образ комбата Багратіонова з серіалу «Обережно, модерн! 2».
- Зіна (Рост) — сором'язлива, інфантильна і дружина Івана Даниловича.
- Сергій Вадимович Нідвораєв (Нагієв) — лікар, коханець Євдокії, брехливий і велелюбний чоловік, який страшно заздрить своєму братові-близнюку — нафтовику з Тюмені.
- Ільяс Молодцов (Нагієв) — журналіст, провідний рубрики «Цікавий співрозмовник без абажура» у якийсь телепередачі.

### «Обережно, модерн! 2» (2001—2004)
2001 року виходить серіал «Обережно, модерн! 2». Дія серіалу відбувається у Санкт-Петербурзі, у одному будинку за адресою: вул. Червоних (у деяких серіях — Красивих) Молдавських Партизан, буд. 25, де живуть головні герої — три сім'ї: Задови, Тракторенко та Сморковичеви. Усього вийшло 94 серії.

### «Обережно, модерн! 2004» (2003)
«Обережно, модерн! 2004» (інша назва — «Панська садиба») — знятий у садибі Приютіно новорічний телемюзикл із запрошеними зірками естради та кіно, що вийшов на каналі СТС 31 грудня 2003 року.
Фільм є останньою спільною акторською роботою Дмитра Нагієва та Сергія Роста. На фінальних титрах мюзиклу демонструються невдалі дублі.
Сюжет
Герої серіалу «Обережно, модерн! 2» разом із новими ексцентричними персонажами у виконанні зірок шоу-бізнесу зустрічають Новий рік у маєтку XIX століття під Санкт-Петербургом. Головна дійова особа мюзиклу — поміщик Задов — готується до приїзду царя, чому активно намагається перешкодити найлютіший ворог Задова — заздрий у всьому Василю Петровичу (включаючи розміри садиби) сусід Тарас Пастушенко.
В ролях
- Дмитро Нагієв — Василь Задов / Прошка (Пашка) / Танька
- Сергій Рост — Ніна Задова / Тарас Пастушенко / поміщик Тракторенський (Бульдозер) / полковник Багратіонов (комбат)
- Філіп Кіркоров — Федька
- Олександр Цекало — цар
- Федір Бондарчук — Жора, розбійник
- Катя Лель — англійка
- П'єр Нарцис — Олександр Пушкін
- «240 тонн» — куховарки
- Глюк'oZa — Наталі
- «Чай удвох» — дроворуби
- «Відпеті шахраї» — судові пристави
- «Вершки» — служниці Задова
- «Блискучі» — дворові дівки, які мріють стати царицями

### «Обережно, Задов!» (2004—2006)
2004 року виходить серіал «Обережно, Задове! або Пригоди прапорщика», спін-оф «Обережно, модерн! 2» про життя прапорщика Задова. Замість партнера Нагієва зі зйомок Сергія Роста знімалися Андрій Федорцов, Ігор Ліфанов, Олександр Половцев та інші. Усього вийшло 29 серій.

### «Zадов in Rеаліті» (2006—2007)
Остання частина серіалу про прапорщика Задова вийшла на каналі «РЕН ТВ» восени 2006 року під назвою «Задов in Rеаліті: Хто хоче жити в Пентхаузі?». Контракт із телеканалом був на 26 серій і продовжений не був; до лідерів телевізійних рейтингів серіал ніколи не потрапляв, а в пресі не удостоївся жодного огляду. Остання серія вийшла у січні 2007 року.
Серії знімалися в режимі пародії на шоу із прихованою камерою: прапорщик Задов та його сусіди стають учасниками реаліті-шоу. У їхніх квартирах встановлюють приховані камери, котрі стежать за життям мешканців. Мета реаліті-шоу — виявити переможця, якому дістанеться головний приз — пентхаус, побудований на даху будинку. За умовами конкурсу, про участь у реаліті-шоу знають лише Задов, Приходько, Пержо та Рилов, а їхні сім'ї не повинні здогадуватися про це. Також учасники повинні виконувати різні завдання, які дає ведучий.

## Думки про поновлення проекту
Дмитру Нагієву часто радять відновити «Обережно, модерн!»:
У 2014 році Сергій Рост сказав, що не вірить у можливість відродження серіалу:
Режисер Ганна Пармас не залишає надій на продовження:
На думку Андрія Балашова, серіал не вписується в нинішні переваги телевізійних менеджерів:

## Мовлення
| Країна/місто | Роки                               | Телеканал               | Серіал                                                                                     |
| ------------ | ---------------------------------- | ----------------------- | ------------------------------------------------------------------------------------------ |
| Росія        | у 1995 році                        | Регіональне телебачення | «Повний модерн»                                                                            |
| Росія        | з 1996 по 1998 рік                 | Шостий канал            | «Обережно, модерн!»                                                                        |
| Росія        | з 1996 по 1998, з 2001 по 2007 рік | СТС                     | «Обережно, модерн!», «Обережно, модерн! 2», «Обережно, модерн! 2004» та «Обережно, Задов!» |
| Росія        | з 1998 по 2000 рік                 | РТР                     | «Обережно, модерн!» та «Повний модерн!»                                                    |
| Україна      | у 1999 році                        | Оріон                   | «Обережно, модерн!»                                                                        |
| Росія        | у 1999 році                        | Даше                    | «Обережно, модерн!»                                                                        |
| Росія        | у 2000 році                        | Діалог                  | «Обережно, модерн!»                                                                        |
| Україна      | у 2001 році                        | Інтер                   | «Обережно, модерн!»                                                                        |
| Росія        | з 2001 по 2002 рік                 | МТВ                     | «Обережно, модерн!»                                                                        |
| Росія        | з 2001 по 2005 рік                 | ТБ-Магадан-Супутник     | «Обережно, модерн!», «Обережно, модерн! 2»                                                 |
| Україна      | з 2002 по 2003 рік                 | 1+1                     | «Обережно, модерн!»                                                                        |
| Україна      | у 2003, з 2005 по 2006 рік         | ICTV                    | «Обережно, модерн!», «Обережно, модерн! 2»                                                 |
| , та         | 31.12.2003                         | RTVI                    | «Обережно, модерн! 2004»                                                                   |
| Україна      | у 2004 році                        | Тоніс                   | «Обережно, модерн!»                                                                        |
| Україна      | з 2004 по 2006 рік                 | ТЕТ                     | «Обережно, Задов!»                                                                         |
| Росія        | з 2005 по 2006 рік                 | ТВ-3                    | «Обережно, модерн!»                                                                        |
| Росія        | з 2006 по 2009 рік                 | ССТ                     | «Обережно, модерн!», «Обережно, модерн! 2», «Обережно, Задов!»                             |
| Україна      | з 2006 по 2007 рік                 | Новий канал             | «Обережно, модерн!»                                                                        |
| Росія        | з 2006 по 2007 рік                 | РЕН ТБ                  | «Zадов in Rеаліті»                                                                         |
| Білорусь     | з 2006 по 2007 рік                 | СТВ                     | «Zадов in Rеаліті»                                                                         |
| Росія        | з 2007 по 2008 рік                 | Комедія ТБ              | «Обережно, Задов!»                                                                         |
| та           | з 2007 по 2009 рік                 | НТВ Мир                 | «Обережно, модерн!»                                                                        |
| США          | з 2007 по 2009 рік                 | НТВ-America             | «Обережно, модерн!»                                                                        |
| Росія        | з 2007 по 2009 рік                 | Веселе ТБ               | «Обережно, модерн!», «Обережно, модерн! 2», «Обережно, Задов!» та «Zадов in Rеаліті»       |
| Росія        | у 2008, з 2012 по 2014 рік         | ДТВ/Перець              | «Обережно, модерн! 2»                                                                      |
| Росія        | у 2010 році                        | НТМ                     | «Обережно, модерн!»                                                                        |
| Україна      | з 2010 по 2011 рік                 | К1                      | «Обережно, модерн!», «Обережно, Задов!»                                                    |
| Росія        | з 2010 по 2011 рік                 | 7ТВ/Сімка               | «Обережно, модерн!», «Обережно, модерн! 2» та «Обережно, Задов!»                           |
| Росія        | з 2011 по 2012 рік                 | Юмор Box                | «Обережно, модерн!»                                                                        |
| Україна      | у 2012 році                        | Перший національний     | «Обережно, модерн!»                                                                        |
| Росія        | з 2012 по 2013 рік                 | Восьмий канал           | «Обережно, модерн!», «Обережно, модерн! 2» та «Обережно, Задов!»                           |
| Росія        | з 2012 по 2014 рік                 | Ретро                   | «Обережно, модерн!»                                                                        |
| Україна      | у 2013 році                        | Гумор ТБ                | «Обережно, модерн!»                                                                        |
| Росія        | у 2013 році                        | Четвертий канал         | «Обережно, модерн!»                                                                        |
| Україна      | з 2013 по 2014 рік                 | 2+2                     | «Обережно, модерн!»                                                                        |
| Росія        | з 2015 по 2016, з 2020 по 2021 рік | Точка ТБ                | «Обережно, модерн!»                                                                        |
| Росія        | у 2017 році                        | Дім кіно                | «Обережно, модерн!»                                                                        |
| Росія        | у 2020 році                        | Час                     | «Обережно, модерн!»                                                                        |

## Нагороди
1997 року проект «Обережно, модерн!» отримав премію II Відкритого російського телефоруму «Нового часу — нове телебачення» у номінації «Ведучий розважальної програми» (Дмитро Нагієв, Сергій Рост).